# Medal Afryki Południowej (1854)
Medal Afryki Południowej (ang. South Africa Medal) – jeden z medali kampanii brytyjskich ustanowiony w listopadzie 1854 w celu nagradzania oficerów i żołnierzy Royal Navy i armii brytyjskiej.

## Zasady nadawania
Medal nadawany był uczestnikom trzech kampanii w Afryce Południowej podczas Wojen o Przylądek z ludem Xhosa:
- 1834–1835 (1 Kaffir War, 6 Frontier War),
- 1846–1847 (2 Kaffir War, 7 Frontier War),
- 1850–1853 (3 Kaffir War, 8 Frontier War).

Do medalu nie były wydawane żadne klamry dlatego nie jest możliwe określenie, który medal był nadany za którą wojnę.
Medalem tym uhonorowano w szczególności oficerów i marynarzy z HMS "Birkenhead". 26 lutego 1852 podczas rejsu na 3 Kaffir/8 Frontier War okręt rozbił się na skałach. Będący na pokładzie żołnierze przepuszczali do szalup ratunkowych kobiety i dzieci, co dało początek powiedzeniu „najpierw kobiety i dzieci”. Po około 20 minutach statek poszedł na dno. Na pokładzie było 638 osób, uratowało się tylko 193.